# Solomys ponceleti
Solomys ponceleti es una especie de roedor de la familia Muridae.

## Distribución geográfica
Es endémica del archipiélago de las islas Salomón (Papúa Nueva Guinea e Islas Salomón).

## Estado de conservación
Se encuentra amenazada por la pérdida de su hábitat natural.